# Cabaña con campesino regresando a casa
Cabaña con campesino regresando a casa es un óleo de Vincent van Gogh pintado entre junio y julio de 1885, que se conserva en el Museo Soumaya de la Ciudad de México.

## Contexto
Después de una gran decepción amorosa que vivió Vincent van Gogh, ya que sus padres y los de su prometida, Margot Begemann se opusieron a su boda, conoció a Hermans, quien era un herrero y coleccionista de antigüedades y deseaba que Vincent hiciera los bocetos, de la Última Cena para pintar su casa, pero van Gogh lo convenció de que sería mejor incluir escenas de la vida rural de la región. De ahí se crearon seis bocetos: sembrador, arador, cosecha de trigo, recolectores de patatas, escena invernal y un pastor; éstos definieron uno de los estilos de van Gogh
Van Gogh expresó:

...Aunque me encuentro con frecuencia en los abismos de la miseria, existe tranquilidad, armonía pura y música dentro de mí. Encuentro pintura o trazos en la más pobre de las cabañas, en la más sucia de las esquinas. Y mi mente es arrebatada hacia estas cosas con velocidad irresistible."...

## Descripción
Continuando con el estilo que lo caracterizaba, que incluía escenas rurales, imprime el regreso a casa de un campesino, destacan las tonalidades frías y la sensibilidad de detallar la sensación de trabajo diario, y cansancio del campesino.